# Bithia jacentkovskyi
Bithia jacentkovskyi là một loài ruồi trong họ Tachinidae.